# 烟台理工学院
烟台理工学院，是位于中國山东省烟台市的一所民办普通高等学校。该院由祥隆企业集团有限公司全资持有。

## 历史
2003年以前，文经学院的前身是烟台大学晶博学院。2003年1月，烟台大学文经学院成立，经山东省教育厅批复同意于当年招生。2004年2月经教育部首批确认为独立学院。
2020年12月24日，教育部发展规划司发布《关于拟同意设置本科高等学校的公示》，拟定同意烟台大学文经学院转设为民办普通高等学校烟台理工学院。2021年2月2日，经中华人民共和国教育部批准，原属烟台大学管理的独立学院烟台大学文经学院脱离该校管理，并转设为民办普通高等学校烟台理工学院，由祥隆企业集团有限公司全资持有。

## 院系设置
1. 信息工程系
  1. 计算机科学与技术专业（本科）
  2. 自动化专业（本科）
  3. 电子信息科学与技术专业（本科）
  4. 通信工程专业（本科）
  5. 物联网专业（本科）
    1. 无线传感器网络与智能系统开发设计专业方向
    2. 物联网应用程序开发设计专业方向
2. 会计系
  1. 会计学（本科）
  2. 财务管理（本科）
  3. 会计（专科）
  4. 财务管理（专科）
3. 中文与法律系
  1. 汉语言文学（本科）
  2. 新闻学（本科）
  3. 法学（本科）
  4. 文秘（专科）
4. 外国语言文学系（本科）
  1. 英语语言文学（本科）
  2. 商务英语（本科）
  3. 朝鲜语语言文学（本科）
  4. 日语语言文学（本科）
  5. 商务英语（专科）
5. 经济系
  1. 国际经济与贸易（本科）
  2. 投资学（本科）
  3. 国际经济与贸易（专科）
6. 管理系
  1. 工商管理专业（本科）
  2. 公共事业管理专业（行政与人力资源）（本科）
  3. 公共事业管理专业（休闲服务与管理）（本科）
  4. 市场营销专业（专科）
  5. 工商企业管理专业（专科）
7. 建筑工程系
  1. 工程管理专业（本科）
  2. 建筑工程管理专业（专科）
  3. 房地产经营与管理专业（专科）
  4. 视觉传达设计（本科）
  5. 环境设计专业（本科）
8. 食品与生物工程系
  1. 生物工程专业（本科）
  2. 食品科学与工程专业（本科）
  3. 食品质量与安全专业（本科）
9. 机电工程系
  1. 机械制造及其自动化专业（本科）
  2. 汽车服务工程专业（本科）
  3. 金属材料工程专业（模具设计与制造）（本科）
  4. 车辆工程专业（本科）
  5. 机电一体化技术专业（专科）
10. 基础教学部
11. 体育教学部
  1. 篮球
  2. 排球
  3. 足球
  4. 乒乓球
  5. 网球
  6. 太极
  7. 散打
  8. 跆拳道
  9. 健美
  10. 健美操
  11. 游泳
  12. 羽毛球专业体育俱乐部...
12. 国际教育交流学院